# Harmica
Harmica falu Horvátországban Zágráb megyében. Közigazgatásilag Brdovechez tartozik.

## Fekvése
Zágráb központjától 25 km-re, községközpontjától 7 km-re északnyugatra a Szutla bal partján, közvetlenül a szlovén határ mellett fekszik.

## Története
A település neve a magyar „harminc” számnévből származik. Itt volt ugyanis a Magyar Királyság és Ausztria határa, ahol az áruk értéke után harmincadvámot szedtek. Harmica ma is határállomás, itt halad át a zágráb-ljubljanai vasútvonal a horvát-szlovén határon. Itt ágazik el a vasút Kumrovec felé is és a falu vasútállomása is ezen a vonalon van. A állomás épületét 2008-ban felújították.
A falunak 1857-ben 122, 1910-ben 186 lakosa volt. Trianon előtt Zágráb vármegye Zágrábi járásához tartozott. 2011-ben a falunak 276 lakosa volt.

## Lakosság
| Lakosság változása | Lakosság változása | Lakosság változása | Lakosság változása | Lakosság változása | Lakosság változása | Lakosság változása | Lakosság változása | Lakosság változása | Lakosság változása | Lakosság változása | Lakosság változása | Lakosság változása | Lakosság változása | Lakosság változása | Lakosság változása |
| ------------------ | ------------------ | ------------------ | ------------------ | ------------------ | ------------------ | ------------------ | ------------------ | ------------------ | ------------------ | ------------------ | ------------------ | ------------------ | ------------------ | ------------------ | ------------------ |
| 1857               | 1869               | 1880               | 1890               | 1900               | 1910               | 1921               | 1931               | 1948               | 1953               | 1961               | 1971               | 1981               | 1991               | 2001               | 2011               |
| 122                | 137                | 161                | 158                | 181                | 186                | 152                | 181                | 163                | 163                | 181                | 172                | 177                | 190                | 232                | 276                |

## Nevezetességei
- Közúti és vasúti határátkelőhely Szlovénia (en:Rigonce) felé.
- A falu kápolnáját 1919-ben építették.

## Jegyzetek

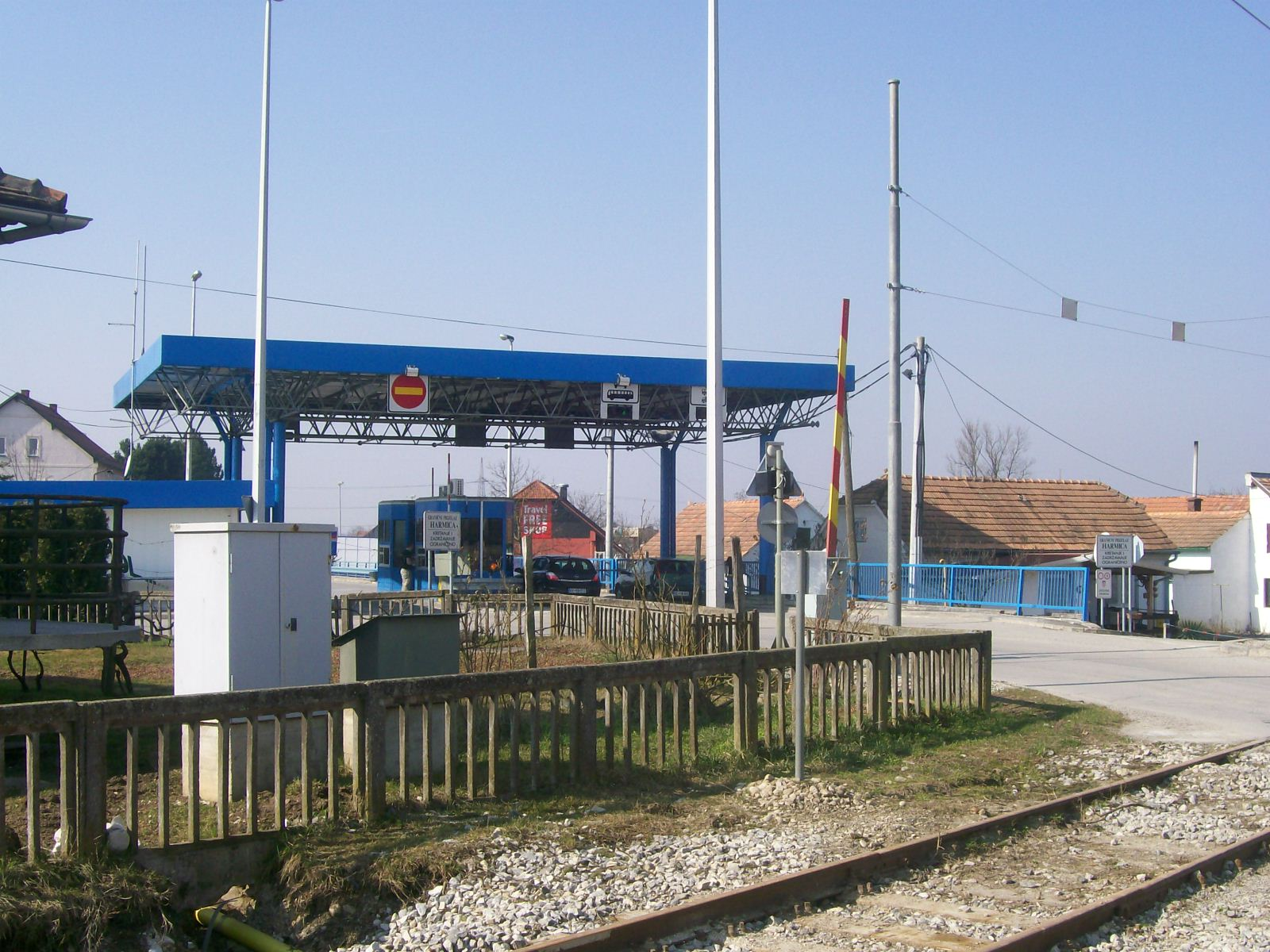
A közúti határátkelő

## Külső hivatkozások
- Harmica honlapja
- Brdovec község hivatalos oldala
- A Szent Vid plébánia honlapja Archiválva 2013. szeptember 8-i dátummal a Wayback Machine-ben
- A megye turisztikai egyesületének honlapja